# Sound of da Police
«Sound of da Police» es una canción del rapero estadounidense KRS-One. Fue lanzada en diciembre de 1993 como el segundo y último sencillo de su álbum debut en solitario, Return of the Boom Bap. Alcanzó el número 89 en el Billboard Hot 100.

## Contenido
La canción está calificada como una canción protesta, donde se critica la brutalidad policial y la opresión sistemática.
La canción comienza con KRS-One que chilla dos veces para evocar una sirena de policía (el "sonido de la policía"); esto se repite varias veces a lo largo de la canción. El bucle del sample de graves profundos se tomó de la versión de Grand Funk Railroad de «Inside-Looking Out», la pista final de su LP Grand Funk.

## Listas de popularidad
| Listas (1994)                                      | Posición más alta | Ref.  |
| -------------------------------------------------- | ----------------- | ----- |
| Estados Unidos - Billboard Hot 100                 | 89                | [ 9 ] |
| Estados Unidos - Hot R&B/Hip-Hop Songs (Billboard) | 79                | [ 9 ] |

## En la cultura popular
Apareció en el tráiler de Cop Out y en la película Attack the Block, se usó para los créditos finales de la película de 2016 Ride Along 2 y en la banda sonora de Angry Birds: la película.
En Francia, la proximidad entre el estribillo de la canción y la frase "assassins de la police" (en francés, "asesinos de la policía") crea una especie de ilusión auditiva popularizada por una mezcla de DJ Cut Killer en la película de 1996 El odio donde la combina sobre una base de la canción «Non, je ne regrette rien» de Édith Piaf.
Se presentó como una selección de radio dentro del videojuego de 2015 Battlefield Hardline (de Electronic Arts).
El Woop-woop! That's the sound of da police de la canción ha sido referenciado por la banda de ska-punk Sonic Boom Six en su canción «Piggy In The Middle» y en la banda de metal Skindred en la canción principal de su álbum debut en 2002, Babylon. 
En España la canción ha sido utilizada en «Polizzia» del dúo granadino Ayax y Prok.